# Gouvernement Pierre Waldeck-Rousseau
Troisième République
Charles Dupuy V Émile Combes
Le gouvernement Pierre Waldeck-Rousseau dit « gouvernement de Défense républicaine » est le gouvernement de la Troisième République en France du 22 juin 1899 au 3 juin 1902. D'une durée de presque trois ans, il détient le record de longévité des cabinets de la IIIe République. 

## Contexte historique
La violence des passions engendrée par l'affaire Dreyfus provoque la formation d'une union nationale visant à combattre la montée de l'extrême droite.
La séance d'investiture qui a lieu le 26 juin, est toutefois houleuse du fait de la présence au gouvernement du général Galliffet, le « massacreur de la Commune », et de Millerand, transfuge du Parti socialiste. Le gouvernement obtient une courte majorité ce qui ne l'empêcha pas de durer près de trois ans.

## Composition

### Président du Conseil
| Image | Fonction             |  | Nom                     | Parti        |
| ----- | -------------------- |  | ----------------------- | ------------ |
|       | Président du Conseil |  | Pierre Waldeck-Rousseau | Modérés, ARD |

### Ministres
| Image | Fonction                                                        |  | Nom                                  | Parti          |
| ----- | --------------------------------------------------------------- |  | ------------------------------------ | -------------- |
|       | Ministre des Affaires étrangères                                |  | Théophile Delcassé                   | RI             |
|       | Ministre de la Justice                                          |  | Ernest Monis                         | Radical, PRRRS |
|       | Ministre de l'Intérieur et des Cultes                           |  | Pierre Waldeck-Rousseau              | Modérés, ARD   |
|       | Ministre de la Guerre                                           |  | Gaston de Galliffet                  | SE             |
|       | Ministre de la Guerre                                           |  | Louis André (à partir du 29/05/1900) | SE             |
|       | Ministre des Finances                                           |  | Joseph Caillaux                      | Modérés, ARD   |
|       | Ministre de la Marine                                           |  | Jean-Marie de Lanessan               | RI             |
|       | Ministre des Colonies                                           |  | Albert Decrais                       | Modérés, ARD   |
|       | Ministre de l'Instruction publique et des Beaux-Arts            |  | Georges Leygues                      | Modérés, ARD   |
|       | Ministre des Travaux publics                                    |  | Pierre Baudin                        | Radical, PRRRS |
|       | Ministre de l'Agriculture                                       |  | Jean Dupuy                           | Modérés, ARD   |
|       | Ministre du Commerce, de l'Industrie, des Postes et Télégraphes |  | Alexandre Millerand                  | SI, PSF        |

### Sous-secrétaire d'État
| Image | Fonction                                         |  | Nom          | Parti          |
| ----- | ------------------------------------------------ |  | ------------ | -------------- |
|       | Sous-secrétaire d'État aux Postes et Télégraphes |  | Léon Mougeot | Radical, PRRRS |

## Bilan
Voir Pierre Waldeck-Rousseau#Constitution d'un gouvernement de Défense républicaine et Pierre Waldeck-Rousseau#Politique du cabinet Waldeck-Rousseau.